# Lockheed Martin

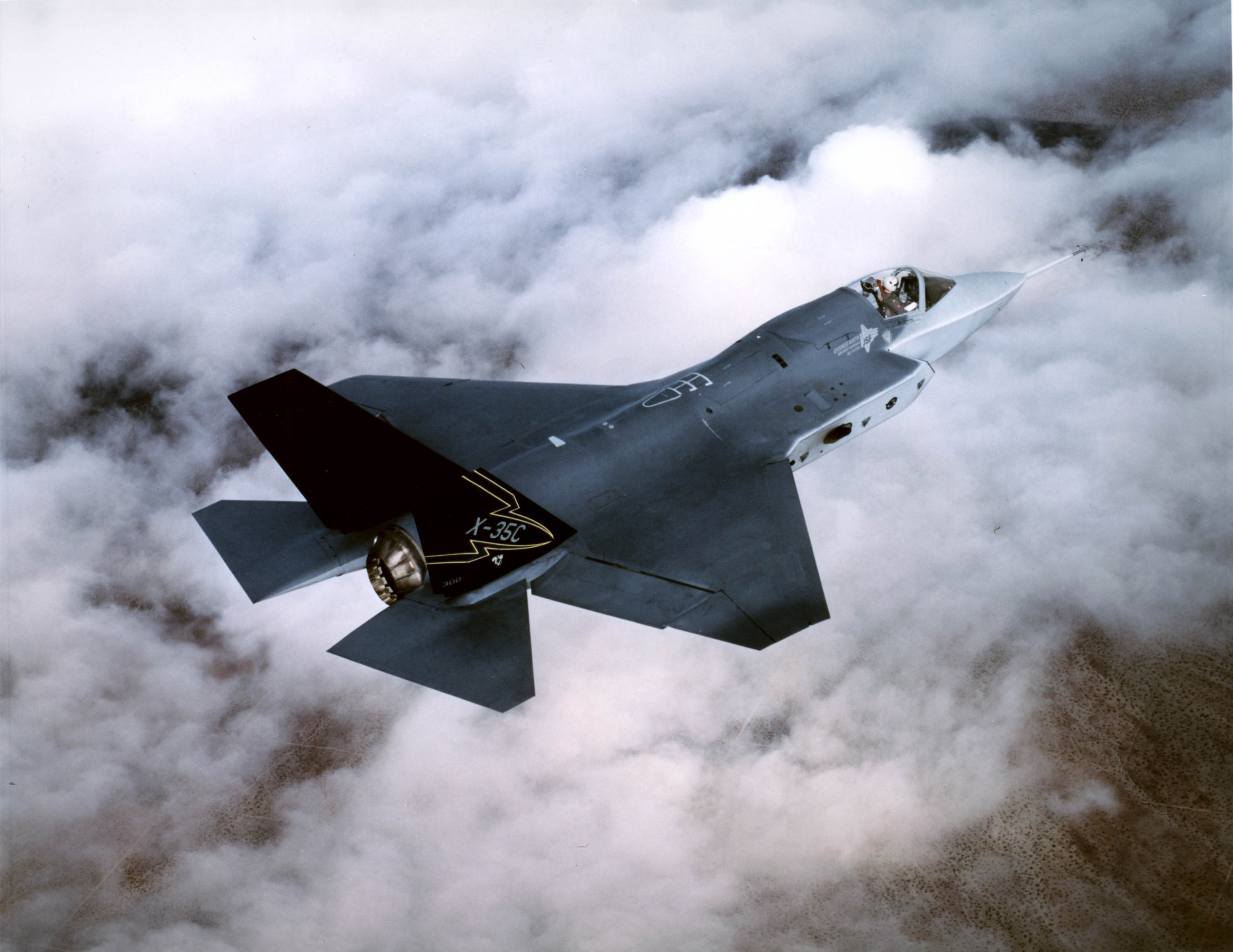
Lockheed Martin/BAE/Northrop Grumman X-35 (F-35 Prototype)

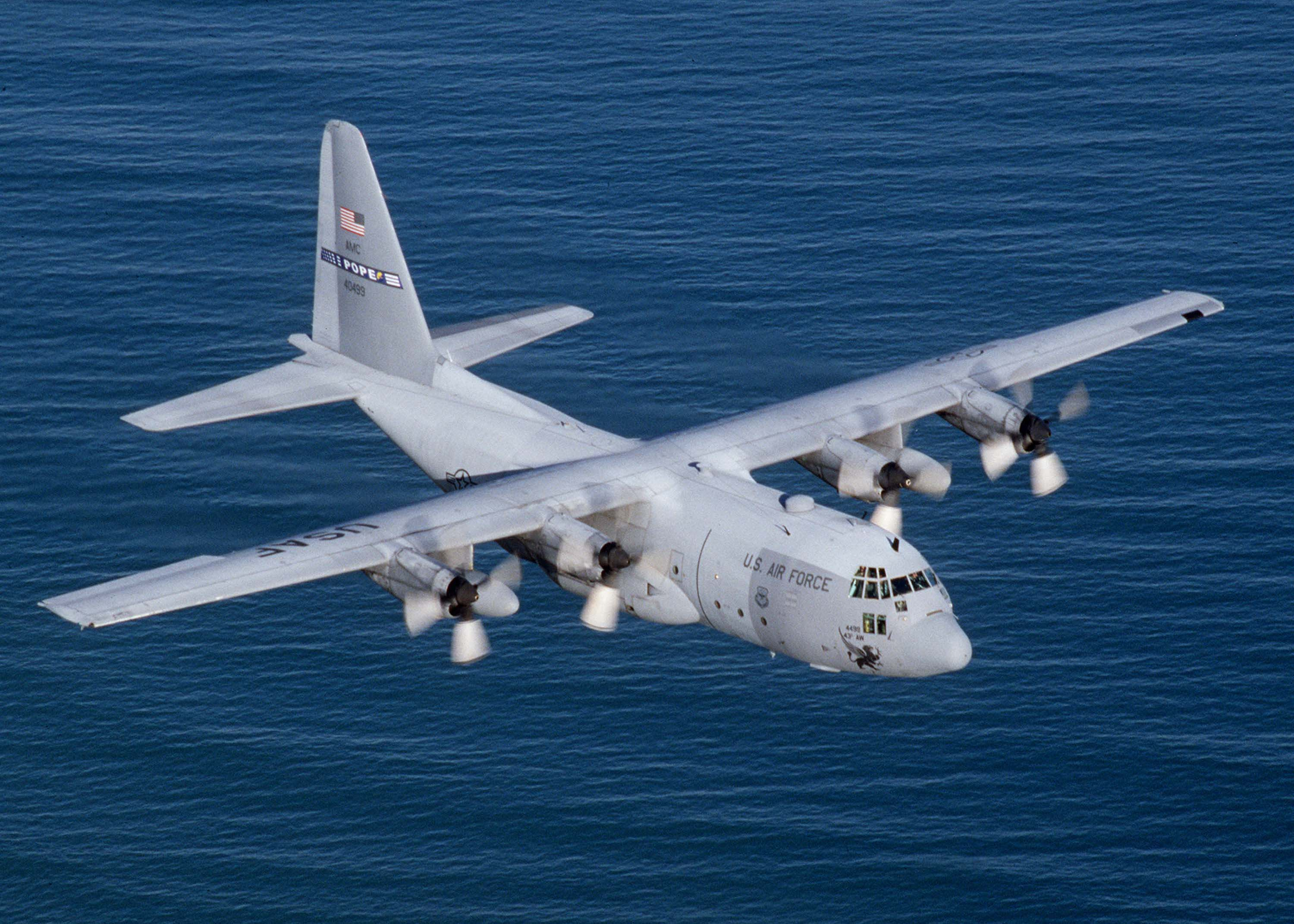
C-130 Hercules in productie sinds de jaren 50

Lockheed Martin is een vliegtuigfabrikant ontstaan in 1995 door de fusie van Lockheed met Martin Marietta.
Lockheed Martin is het grootste defensieconcern ter wereld, dat zowel vliegtuigen, marineschepen als landmachtvoertuigen en ruimtevaartuigen bouwt en waarvan de producten worden gebruikt in de hele wereld maar hoofdzakelijk door het Amerikaanse Leger. In 2020 was de omzet van Lockheed Martin voor 75% afhankelijk van het Amerikaanse Ministerie van Defensie en andere Amerikaanse overheidsinstellingen.

## Geschiedenis
Kort na de fusie kreeg Lockheed Martin (LMT) de meerderheid van Loral in handen. In 1998 liet Lockheed Martin plannen vallen om te fuseren met Northrop Grumman, omdat een overheid bezwaar had tegen de omvang van de nieuwe groep. Als de plannen doorgingen kreeg het conglomeraat Lockheed/Northrop 25% van het budget van het Amerikaanse Ministerie van Defensie in handen. In 2000 trof Lockheed een schikking en betaalde US$ 13 miljard aan de overheid van de Verenigde Staten omdat ze de wapenexportwet zouden hebben overtreden. Het bedrijf had informatie gegeven aan AsiaSat, waarvan een grote aandeelhouder de Chinese overheid is.
LMT won het contract om de Joint Strike Fighter te bouwen in 2001 met zijn X-35-ontwerp.
In 2006 brachten LMT en Boeing de bouw van hun draagraketten (Lockheeds Atlas V en Boeings Delta II en Delta IV) en lanceerservices onder in een joint venture genaamd United Launch Alliance. Op deze manier kocht Boeing een rechtsgang af nadat gebleken was dat Boeing bij de ontwikkeling van hun EELV aan bedrijfsspionage bij Lockheed Martin had gedaan. Was LMT niet akkoord gegaan dan had Boeing met hun Delta IV-raket moeten worden uitgesloten van het EELV-programma. Bijgevolg had het ministerie van defensie dan maar een EELV-draagraket, de Atlas V, ter beschikking gehad en was er bij gebrek aan een tweede systeem om op terug te vallen bij problemen, een zwakte in het militaire ruimtevaartprogramma en daarmee de nationale veiligheid ontstaan.
Medio juli 2015 maakte LMT de koop van Sikorsky Aircraft Corporation bekend en deze overname werd op 6 november 2015 afgerond. Sikorsky was een onderdeel van United Technologies Corporation (UTC). Lockheed betaalde US$ 9 miljard. Sikorsky is wereldmarktleider in de fabricage van helikopters voor civiel en militair gebruik. In 2014 realiseerde het bedrijf een omzet van US$ 7,5 miljard en telde zo’n 15.300 werknemers. De belangrijkste klant van Sikorsky is het Amerikaanse leger die meer dan de helft van de totale omzet vertegenwoordigt.
In januari 2016 verkocht LMT zijn Information Systems & Global Solutions (IS&GS)-activiteit aan Leidos. IS&GS behaalde een jaaromzet van US$ 5 miljard en telde 16.000 medewerkers. Leidos gaf naast een bedrag in geld ook eigen aandelen aan Lockheed Martin. Deze laatste werd met een belang van 50,5% de grootste aandeelhouder in de nieuwe combinatie. De totale transactiewaarde wordt geraamd op US$ 5 miljard op basis van de recente beurskoers van het aandeel Leidos.
Op 20 december 2020 kondigde LMT aan dat ze Aerojet Rocketdyne, een fabrikant van onder meer raketmotoren en besturings- en navigatie-systemen voor de ruimtevaart, voor US$ 4,4 miljard gaat overnemen. LMT gaf aan, naar voorbeeld van concurrenten SpaceX en Blue Origin, de onderdelen voor hun ruimtevaartuigen zoveel mogelijk in eigen beheer te willen produceren en waar dat kan niet meer uit te besteden zoals dat eerder gebruikelijk was in de ruimtevaartindustrie. LMT was als grootste klant van Aerojet-Rocketdyne goed voor 33% van hun omzet. Begin 2022 sprak de Federal Trade Commission zich tegen de overname uit omdat het Lockheed Martin een machtspositie zou opleveren die het bedrijf kan gebruiken om de concurrentie te saboteren. Medio februari 2022 zag Lockheed Martin af van de overname.

## Activiteiten
In 2020 was Lockheed Martin de grootste producent van defensiematerieel met een omzet in die sector van ruim US$ 63 miljard. Nummer twee was Raytheon Technologies met een omzet van US$ 42 miljard.
De belangrijkste klant is de Amerikaanse overheid die ongeveer vier vijfde van de totale omzet vertegenwoordigt. Daarbinnen is het Amerikaanse Ministerie van Defensie de grootste afnemer met een omzetaandeel van ongeveer 60%. Veel defensiecontracten hebben een lange looptijd. Dit komt mede tot uiting in de grote orderportefeuille aan het einde van elk jaar. Het bedrijf telt 110.000 medewerkers, waarvan minder dan 10% buiten de Verenigde Staten werkt.
Er zijn vier bedrijfsonderdelen:
- Aeronautics, voornamelijk militaire vliegtuigen
- Missiles and Fire Control
- Rotary and Mission Systems (Sikorsky helicopters) en
- Space.

### Resultaten
| Jaar | Omzet | Bedrijfs- resultaat | Netto winst | Orderportefeuille (per jaarultimo) |
| ---- | ----- | ------------------- | ----------- | ---------------------------------- |
| 2010 | 45,7  | 4,1                 | 2,9         | 78,4                               |
| 2011 | 46,5  | 4,0                 | 2,7         | 80,7                               |
| 2012 | 47,2  | 4,4                 | 2,7         | 82,3                               |
| 2013 | 45,4  | 4,5                 | 3,0         | 82,6                               |
| 2014 | 45,6  | 5,6                 | 3,6         | 80,5                               |
| 2015 | 46,1  | 5,5                 | 3,6         | 99,6                               |
| 2016 | 47,3  | 5,5                 | 5,3         | 96,2                               |
| 2017 | 51,0  | 5,9                 | 2,0         | 99,9                               |
| 2018 | 53,8  | 7,3                 | 5,0         | 130,5                              |
| 2019 | 59,8  | 8,5                 | 6,2         | 144,0                              |
| 2020 | 65,4  | 8,6                 | 6,8         | 147,1                              |
| 2021 | 67,0  | 9,1                 | 6,3         | 135,4                              |
| 2022 | 66,0  | 8,3                 | 5,7         | 150,0                              |
| 2023 | 67,6  | 8,5                 | 6,9         | 160,6                              |
| 2024 | 71,0  | 7,0                 | 5,3         | 176,0                              |

### Producten
Bekende producten van Lockheed Martin zijn:

#### Vliegtuigen
Jachtvliegtuigen
- P-38 Lightning
- F-16 Falcon / Viper
- F-22 Raptor
- F-35 Lightning II
- F-117 Nighthawk (alhoewel het feitelijk een grondaanvalsvliegtuig is)
- YF-12 Blackbird

Verkenningsvliegtuigen
- U-2 dragon lady
- SR-71 blackbird
- A-12 oxcart
- M-12 Mother blackbird
- D-12 daughter senior bowl / tagboard
- Dark star
- RQ-170 Sentinel

Transportvliegtuigen
- C-130 Hercules
- C-5 Galaxy

Tankvliegtuigen
- Lockheed Martin LMXT (LMXT)

Maritieme verkenning
- P-3 Orion

#### Helikopters
- AH-56 Cheyenne
- UH-60 Black Hawk

#### Raketten
- MIM-104 Patriot
- THAAD
- Multiple Launch Rocket System (MLRS)
- HIMARS

#### Space
Satellieten
- DSCS-3 satelliet

Ruimteraketten
- Atlas-raket (incl Atlas V tot 2006)
- Titan-raket (Titan III en Titan IV)
- Trident-raket
- X-33 Venturestar

Ruimteschip
- Orion-capsule (In opdracht van NASA).